# Vecchio scarpone
Vecchio scarpone è un brano musicale di Calibi-Pinchi-Carlo Donida, eseguita da Gino Latilla e Giorgio Consolini al Festival di Sanremo 1953 dove si piazzò al terzo posto ex aequo con Lasciami cantare una canzone  di Michele Cozzoli.
La canzone rappresenta un ricordo malinconico della giovinezza, che per la generazione di Latilla aveva significato la vita militare durante il conflitto mondiale. Il brano ebbe un vastissimo successo popolare e per molti anni fu anche considerato una metafora patriottica.